# 미마사카역
미마사카역(일본어: 三間坂駅)은 일본 사가현 다케오시에 위치한 역이다. 이 역은 규슈 여객철도과 관리하며 사세보 선에 포함되어 있는 노선이다.

## 승강장
2면 2선의 상대식 승강장이다. 지상역이다. 오래된 목조 건물이 남아있다.

## 사용 현황
2005년에 발표된 자료에 따르면 1일 평균 이용객은 306명이다.

## 역사
- 1897년 7월 10일 - 사철인 규슈 철도의 역으로 개통
- 1907년 7월 1일 - 규슈 철도의 국유화로 일본국유철도의 소유가 됨
- 1987년 4월 1일 - 일본국유철도 민영화로 규슈 여객철도의 소유가 됨

## 인접역
| ■ 규슈 여객철도    | ■ 규슈 여객철도 | ■ 규슈 여객철도        |
| ------------------ | --------------- | ---------------------- |
| 나가오 고호쿠 방면 | 사세보 선       | 가미아리타 사세보 방면 |